# Пламеницька Ольга Анатоліївна
О́льга Анато́ліївна Пламени́цька (2 червня 1956, Київ — 15 лютого 2022, Київ) — українська архітекторка-реставраторка, історикиня архітектури. Кандидат архітектури, доцент. Директор Українського державного інституту культурної спадщини Міністерства культури України (до 11 квітня 2017 року Науково-дослідний інститут пам'яткоохоронних досліджень) з 2015 по 2019 роки.

## Біографія
Донька художника Анатолія Пламеницького та архітекторки-реставраторки Євгенії Пламеницької.
1980 року закінчила Київський художній інститут (нині НАОМА — Національна академія образотворчого мистецтва і архітектури). 1984 року закінчила аспірантуру Київського НДПІ містобудування. Захистила кандидатську дисертацію «Еволюція середньовічного житла Кам'янця-Подільського в урбаністичному контексті».
З 1984 до 2006 рр. працювала в Київському науково-дослідному інституті теорії та історії архітектури і містобудування (молодша, старша наукова співробітниця, з 1990 р. — начальниця відділу проблем реставрації пам'яток архітектури). У 2006—2007 рр. працювала у Міністерстві регіонального розвитку і будівництва України начальницею відділу науково-методичного забезпечення реставраційних робіт. З 2007 р. на педагогічній роботі.
З 2015 р. доцентка Національної академії образотворчого мистецтва і архітектури (2007—2017). Професорка Київського Національного університету будівництва і архітектури (2007—2017). Професорка Харківської школи архітектури. Професорка кафедри Дизайну інтер'єру Національного авіаційного університету (з 2019). Членкиня Національної спілки архітекторів України (з 1988). Дійсний член ICOMOS (Міжнародної ради з питань пам'яток і визначних місць) (2000—2012). Голова, заступниця голови Науково-методичної ради з питань охорони культурної спадщини Міністерства культури України (2014—2015). Головна редакторка наукового збірника «Культурна спадщина». Лавреатка премії в галузі містобудування й архітектури імені І. Моргилевського Українського товариства охорони пам'яток історії та культури (1999), лавреатка Міжнародної премії імені професора Яна Захватовича Польського національного комітету ICOMOS (2001). Нагороджена Почесною грамотою Міністерства культури України, Подякою Київського міського голови, відзнакою «Знак пошани» Кам'янець-Подільської міської ради.

Могила Ольги та Євгенії Пламеницьких, кладовище в Новосілках

Дослідниця середньовічної архітектури Західної України та Поділля, фортифікаційного мистецтва Поділля доби Середньовіччя та ранньомодерного часу, архітектури, містобудування і фортифікацій Кам'янця-Подільського. Співавторка дако-римської гіпотези про заснування Кам'янця-Подільського. Авторка історико-архітектурних опорних планів і проєктів зон охорони м. Кам'янця-Подільського (1987, 2005, 2010), с. Сутківці Ярмолинецького району Хмельницької обл. Дослідниця гіпотетичного Амадоцького озера.
Авторка концепції містобудівної регенерації Старого міста Кам'янця-Подільського (1990). Авторка проєктів регенерації середмістя Старого міста Кам'янця-Подільського (1991—1994). Авторка Перспективної програми консерваційно-реставраційних робіт по комплексу Старого і Нового замків та Замкового мосту в Кам'янці-Подільському (2000).
Померла після важкої хвороби у 65-річному віці 15 лютого 2022 року. Похована разом із матір'ю на кладовищі села Новосілки (50°21′14.78″ пн. ш. 30°28′2.08″ сх. д. / 50.3541056° пн. ш. 30.4672444° сх. д.).
У серпні 2022 року вулицю Черняховського у Кам'янці-Подільському перейменували на честь Євгенії та Ольги Пламеницьких.

## Проєкти реставрації
- Замок у с. Сутківці Хмельницької обл. (1980).
- Замковий міст у Кам'янці-Подільському (2001).
- Кам'янець-Подільський замок (Башти Нова Західна, Денна, Ласька, Комендантська № 2, Чорна, Північні оборонні мури, Північна батарея) (2003—2009).
- Келії монастиря францисканців у Кам'янці-Подільському (2007, 2008).
- Польська брама в Кам'янці-Подільському (Надбрамна башта, Барбакан) (2009).
- Покровська церква-замок у с. Сутківці Хмельницької обл. (співавторка Євгенія Пламеницька) (2007—2009).

## Наукові праці
Авторка близько 200 наукових публікацій, у тому числі 5 монографій, 3 путівників, зокрема:
- Особенности средневековой застройки центра Каменца-Подольского // Архитектурное наследство. — № 33. — М.: 1985. — С.52-61.
- Средневековое жилище Восточной Европы XIII — XVII вв. (Москва, 1990).
- К вопросу об эволюции планировочной структуры Каменца-Подольского // Архитектурное наследство. — № 37. — М.: 1990. — С.48-57.
- Средневековая жилая застройка Каменца-Подольского // Архитектурное наследство. — № 37. — М.: 1990. — С.223-233.
- Стена. Комплекс сооружений на Замковой горе. XVII—XIX вв.[недоступне посилання з вересня 2019]. — Памятники истории и культуры Винницкой области. — Выпуск 8. — Киев, 1990. — С. 194—198
- Замок в Сутковцах // Архитектурное наследство. — № 39. — М.: 1992. — С.148-155.
- Початок мурованого оборонного будівництва на Поділлі // Архітектурна спадщина України. — Вип. 1. — К., 1994. — С. 39-57.
- Архітектура. Короткий словник-довідник.- К.: Будівельник, 1995 (у співавторстві).
- Фортечний міст Кам'янця-Подільского: хронологічна і типологічна атрибуція[недоступне посилання з вересня 2019] // Архітектурна спадщина України. — 1995. — № 2. — С. 21-33. (у співавторстві з Євгенією Пламеницькою).
- Забудова Кам'янця-Подільського за мідьоритом К. Томашевича 1673—1679 рр.: до проблеми дослідження української ведути[недоступне посилання з вересня 2019]. — Київ: Українознавство, 1996. — 82-105 с.
- Кам'янець-Подільський — місто на периферії Римської імперії: найдавніша урбаністична структура і фортифікації // Пам'ятки України. Історія та культура. — 1999. — № 4. — С. 1-80.   (у співавторстві з Євгенією Пламеницькою).
- О хронологии и типологии средневекового оборонного зодчества Подолья // Архитектурное наследство. — № 43. — М.: 1999. — С.60-75.
- Ян Захватович. Слава і недоля майстра. — Пам'ятки України № 1-1999
- Християнські святині Кам'янця на Поділлі. — Київ: Техніка, 2001.  — 301 с.
- Оборонні храми Поділля. — Пам'ятки України № 1-2, 2001
- Раковецький замок. XIV—XVII ст. // Пам'ятки України. — 2002. — № 3-4. — С. 34-36.
- Барський замок[недоступне посилання з липня 2019] // Військово-історичний альманах. — 2002. — № 2(5). — С. 100—107.
- Кам'янець-Подільський. Туристичний путівник. — Львів: Центр Європи, 2003. — 320 с.
- Сакральна архітектура Кам'янця на Поділлі  — Кам'янець-Подільський: Абетка, 2005.  — 388 с., ISBN 966-682-261-X
- Кам'янець-Подільський. — К.: Абрис, 2004. — 256 с., іл.
- Замок у Скалі-Подільській // Пам'ятки України. — 2005. — № 2. — С. 43-53.
- Kamieniec Podolski. Przewodnik turystyczny. — Lwow: Centrum Europy, 2005. — 352 s.
- Спільні риси сакральної архітектури Волині і Поділля в XIV—XV ст. (до питання про готично-руський тип храму)[недоступне посилання з вересня 2019]. — Релігія і церква в історії Волині. — Кременець, 2007. — С. 223—238
- Кам'янець-Подільський. Туристичний путівник. — Львів: Центр Європи, 2007. — 320 с.
- Еволюція середньовічного житла Кам'янця-Подільського в урбаністичному контексті. Автореф. дис. кандидата архітектури. — К., 2008. — 24 с.
- Церква-донжон в Сутківцях (До питання типології середньовічного оборонного будівництва Поділля) // Українська академія мистецтва. Дослідницькі та науково-методичні праці.- № 15. — К., 2008. — С. 155—169
- Ян де Вітте як цивільний архітектор //Українська академія мистецтва. Дослідницькі та науково-методичні праці. — № 16. — К., 2009. — С. 216—232
- До питання методики дослідження стадіальності розвитку архітектурно-урбаністичних утворень. Архітектурна петрографія як метод верифікації будівельної періодизації об'єктів Кам'янця-Подільського // http://cyberleninka.ru/article/n/ugolovnaya-otvetstvennost-za-unichtozhenie-ili-povrezhdenie-pamyatnikov-istorii-ili-kultury
- Костьол Босих кармелітів у Кам'янці-Подільському. До питання авторства та будівельної періодизації // Сучасні проблеми дослідження, реставрації та збереження культурної спадщини. — К., 2010. — С. 164—175
- До питання про розвиток мурованих фортифікацій Західної України у ІХ-ХІІІ ст.[недоступне посилання з вересня 2019] // Українська академія мистецтва. Дослідницькі та науково-методичні праці.- № 17. — К., 2010. — С. 208—217
- Деякі аспекти хронології та типології Бережанського замку в контексті формування урбаністичної системи міста // Українська академія мистецтва. Дослідницькі та науково-методичні праці.- № 18. — К., 2011. — С. 257—270
- Комплекс північно-західних прибрамних укріплень Старого замку в Кам'янці-Подільському //Українська академія мистецтва. Дослідницькі та науково-методичні праці.- № 19. — К., 2012. — С. 178—196
- Castrum Camenecensis. Фортеця Кам'янець. — Кам'янець-Подільський: Абетка, 2012.  — 672 с.
- План Кам'янця-Подільського Бенедикта Ренарда 1713 року в корпусі історичних планів міста. До 300-річчя створення // Сучасні проблеми дослідження, реставрації та збереження культурної спадщини.  — Вип. 9.  — К., 2013. — С. 155—168.
- Романіка та готика в архітектурі Кам'янця-Подільського // Українська академія мистецтва. Дослідницькі та науково-методичні праці. Вип. 20. − К., 2013. − С. 146—161.
- Автентичність і достовірність: концепт і проблема архітектурної реставрації // Архітектурний вісник КНУБА.  - К.: КНУБА, 2014. - С. 83-92 (у співавторстві з З. В. Мойсеєнко).
- Казус «предмету охорони» пам'ятки архітектури як методологічна проблема // Українська академія мистецтва. Дослідницькі та науково-методичні праці. Вип. 21. — К., 2013. — С. 133—146.